# Popielarze (Wołomin)
Pour les articles homonymes, voir Popielarze.
Popielarze (prononciation : [pɔpjɛˈlaʐɛ]) est un village polonais situé dans la gmina de Radzymin dans le powiat de Wołomin et en voïvodie de Mazovie dans le centre-est de la Pologne.
Il se situe à environ 11 kilomètres au nord de Radzymin, 19 kilomètres au nord de Wołomin (siège du powiat), et à 34 kilomètres au nord de Varsovie (capitale de la Pologne)

## Histoire
De 1975 à 1998, le village appartenait administrativement à la voïvodie de Varsovie.